# Calclamnoidea
Calclamnoidea is een geslacht van uitgestorven zeekomkommers die leefden in het Trias, in het gebied dat tegenwoordig Polen heet.

## Soorten
- Calclamnoidea collaris (Deflandre-Rigaud, 1952) † (typesoort)
- Calclamnoidea canalifera Kristan-Tollman, 1963 †
- Calclamnoidea crassomarginata Kristan-Tollmann, 1972 †